# Georgia Hunter Bell
Georgia Hunter Bell (ur. 17 października 1993 w Paryżu) – brytyjska lekkoatletka specjalizująca się w biegach średniodystansowych, medalistka olimpijska z Paryża (2024).

## Przebieg kariery
Zajęła miejsce tuż za podium w biegu na 1500 metrów na halowych mistrzostwach świata w 2024 w Glasgow. Zdobyła srebrny medal w tej samej konkurencji podczas mistrzostw Europy w Rzymie (2024), przegrywając jedynie z Ciarą Mageean z Irlandii, a wyprzedzając Agathę Guillemot z Francji. W tym samym roku sięgnęła po brązowy medal w biegu na 1500 metrów podczas igrzysk olimpijskich w Paryżu, przegrywając z Faith Kipyegon z Kenii oraz Jessicą Hull z Australii.
Zajęła 4. miejsce w biegu na 1500 metrów na halowych mistrzostwach Europy w 2025 w Apeldoorn. Zdobyła brązowy medal w tej konkurencji podczas halowych mistrzostw świata w 2025 w Nankinie, przegrywając z Etiopkami Gudaf Tsegay i Diribe Welteji.
Była mistrzynią Wielkiej Brytanii w biegu na 1500 metrów w 2024, natomiast w hali mistrzynią kraju w tej samej konkurencji była w latach 2024–2025.
Jest aktualną (kwiecień 2025) rekordzistką Wielkiej Brytanii w biegu na 1500 metrów z czasem 3:52,61, uzyskanym 10 sierpnia 2024 w Paryżu.

## Życie prywatne
Wcześniej pracowała w londyńskiej firmie zajmującej się cyberbezpieczeństwem, jednak ze względu na sukces na igrzyskach olimpijskich postanowiła w pełni skoncentrować się na profesjonalnym bieganiu. Jest córką dziennikarza politycznego, Andy’ego Bella, pracującego dla Channel 5. 19 października 2024 wyszła za mąż za George’a Huntera.

## Osiągnięcia
| Rok  | Impreza                   | Miejsce   | Konkurencja    | Pozycja    | Wynik   |
| ---- | ------------------------- | --------- | -------------- | ---------- | ------- |
| 2024 | Halowe mistrzostwa świata | Glasgow   | bieg na 1500 m | 4. miejsce | 4:03,47 |
| 2024 | Mistrzostwa Europy        | Rzym      | bieg na 1500 m | 2. miejsce | 4:05,33 |
| 2024 | Igrzyska olimpijskie      | Paryż     | bieg na 1500 m | 3. miejsce | 3:52,61 |
| 2025 | Halowe mistrzostwa Europy | Apeldoorn | bieg na 1500 m | 4. miejsce | 4:08,45 |
| 2025 | Halowe mistrzostwa świata | Nankin    | bieg na 1500 m | 3. miejsce | 3:59,84 |

## Rekordy życiowe
- bieg na 800 metrów – 1:56,28 (20 lipca 2024, Londyn)
- bieg na 1500 metrów (stadion) – 3:52,61 (10 sierpnia 2024, Paryż)
- bieg na 1500 metrów (hala) – 3:59,84 (23 lutego 2025, Nankin)